# Distrito de Hersfeld-Rotemburgo
El Distrito de Hersfeld-Rotemburgo (en alemán: Landkreis Hersfeld-Rotenburg) es un Landkreis (distrito rural) alemán con diferentes partes de su territorio en Hesse Septentrional (viejo distrito de Rotemburgo) y en Hesse Occidental (viejo distrito de Hersfeld). Los distritos vecinos al norte son el distrito de Werra-Meißner, al este el distrito de Wartburg del estado de Turinga, al sur el distrito de Fulda, al sudeste el distrito de Vogelsberg y al oeste el distrito de Schwalm-Eder. La capital del distrito recae administrativamente sobre la ciudad de Bad Hersfeld.

## Geografía
El distrito se compone de valles medianos: Fuldatal del río Fulda. La parte más alta del territorio del distrito es el Knüllgebirges (ocasionalmente conocido también como solamente como "Knüll"), al este se encuentra la sierra de Werra-Fulda-Berglandes. 

## Composición del distrito
El recuento del número de habitantes es del 30 de junio de 2006.
| - 1. Bad Hersfeld (30.524) - 2. Bebra (14.570) - 3. Heringen (7.914) - 4. Rotemburgo del Fulda (14.072) | - 1. Alheim (5.290) - 2. Breitenbach a. Herzberg (1.919) - 3. Cornberg (1.619) - 4. Friedewald (2.470) - 5. Hauneck (3.329) - 6. Haunetal (3.183) - 7. Hohenroda (3.374) - 8. Kirchheim (3.937) - 9. Ludwigsau (5.930) - 10. Nentershausen (3.053) - 11. Neuenstein (3.154) - 12. Niederaula (5.526) - 13. Philippsthal (Werra) (4.439) - 14. Ronshausen (2.505) - 15. Schenklengsfeld (4.714) - 16. Wildeck (5.169) |